# Agnès Clancier
Pour les articles homonymes, voir Clancier.
Agnès Clancier, née le 8 juin 1963 à Bellac (Haute-Vienne), est une écrivaine française.

## Biographie
De parents enseignants, elle passe son enfance en Limousin, notamment à Nantiat, et fait ses études secondaires à Limoges . Ancienne élève de l’IRA de Bastia et de l’École nationale d'administration (promotion René-Char), elle a vécu à Paris et à Sydney en Australie, ainsi qu'au Burkina Faso,.
Ses trois premiers romans (Murs, 2000 ; L’Île de Corail, 2001 ; Le Pèlerin de Manhattan, 2003) ont été publiés aux Éditions Climats.
L'Australie lui a inspiré trois ouvrages :
- Port Jackson, roman publié en 2007 chez Gallimard[5], dans la collection Blanche, décrit l’installation des Européens en Australie en 1788, par la voix d'une jeune prisonnière anglaise, Elizabeth Murray[6] ;
- Outback, disent-ils, recueil de poèmes publié aux Éditions Henry en 2017, évoque l'histoire des Aborigènes, leur culture et leur spiritualité, les liens qu'ils entretiennent avec leur terre et leur place dans le monde contemporain[7],[8] ;
- Dans le rêve de l'arbre creux (Editions du Sonneur, 2024)[9],[10].

Karina Sokolova, récit paru en 2014 aux éditions Arléa, traite des thèmes de l'adoption et de la transmission familiale.
L'action du roman Le corps de Sankara (Editions du Rocher, 2020) se situe dans le Burkina Faso du début des années 2010,,.
Une trace dans le ciel (Arléa, 2017, Arléa-Poche, 2019), un roman inspiré de la vie de Maryse Bastié, aviatrice et résistante,, a été réédité en mai 2024 par les Éditions Magellan & Cie, sous le titre «  Maryse Bastié, une trace dans le ciel ». 

## Œuvres

### Romans, récits, poésie
- Murs, éditions Climats, 2000.
- L'Île de Corail, éditions Climats, 2001.
- Le Pèlerin de Manhattan, Éditions Climats, 2003.
- Port Jackson, Gallimard, coll. « Blanche », 2007.
- Karina Sokolova, récit, Arléa, 2014.
- Une trace dans le ciel, roman, Arléa, 2017, Arléa-Poche, 2019.
- Outback, disent-ils, poésie, Éditions Henry, 2017, rééd. 2024.
- Cohabiter la terre, poésie, Éditions Encres vives, 2017.
- Le Corps de Sankara, roman, Éditions du Rocher, 2020.
- Pour l'amour de Bastia, récit, Éditions Magellan & Cie, 2021.
- Maryse Bastié, une trace dans le ciel, Magellan & Cie, 2024 (réédition)
- Dans le rêve de l'arbre creux, roman, Les Éditions du sonneur, 2024

### Ouvrages collectifs
- Retrouvailles à Cold Copper City, nouvelle, in Des nouvelles de l'amitié (Ed. Terres de l'Ouest, 2021),  (ISBN 979-10-97150-80-8)[19].
- La Citerne in L'eau entre nos doigts, anthologie poétique (Éditions Henry, 2018),  (ISBN 978-2-36469-186-5) [20],[21].